# Droga wojewódzka nr 873
Droga wojewódzka nr 873 (DW873) – droga wojewódzka w województwie mazowieckim łącząca DK79 w Pilawie ze stacją kolejową w Zalesiu Górnym

## Miejscowości leżące przy trasie DW873
- Pilawa (DK79)
- Zalesie Górne